# Placówka Straży Granicznej I linii „Kluczno”
Placówka Straży Granicznej I linii „Kluczno” – jednostka organizacyjna Straży Granicznej pełniąca służbę ochronną na granicy polsko-niemieckiej w okresie międzywojennym.

## Geneza
Na wniosek Ministerstwa Skarbu, uchwałą z 10 marca 1920 roku, powołano do życia Straż Celną. Od połowy 1921 roku jednostki Straży Celnej rozpoczęły przejmowanie odcinków granicy od pododdziałów Batalionów Celnych. Proces tworzenia Straży Celnej trwał do końca 1922 roku. Placówka Straży Celnej „Kluczno” weszła w podporządkowanie komisariatu Straży Celnej „Kamińsko” z Inspektoratu SC „Praszka”.

## Formowanie i zmiany organizacyjne
W 1921 roku w Starokrzepicach stacjonował sztab 3 kompanii 4 batalionu celnego. 3 kompania celna jedną ze swoich placówek wystawiła w Starokrzepicach. 
Rozporządzeniem Prezydenta Rzeczypospolitej Polskiej Ignacego Mościckiego z 22 marca 1928 roku, do ochrony północnej, zachodniej i południowej granicy państwa, a w szczególności do ich ochrony celnej, powoływano z dniem 2 kwietnia 1928 roku  Straż Graniczną.
Rozkazem nr 4 z 30 kwietnia 1928 roku w sprawie organizacji Śląskiego Inspektoratu Okręgowego dowódca Straży Granicznej gen. bryg. Stefan Pasławski określił strukturę organizacyjną komisariatu SG „Herby”. Placówka Straży Granicznej I linii „Kluczno” znalazła się w jego strukturze.
Z dniem 30 września 1929 podkomisariat SG „Panki” został przeformowany w komisariat Straży Granicznej. Placówka Straży Granicznej I linii „Kluczno” znalazła się w jego strukturze.
Rozkazem nr 1 z 27 marca 1936 roku  w sprawach [...] zmian w niektórych inspektoratach okręgowych, komendant Straży Granicznej płk Jan Jur-Gorzechowski zniósł placówkę Straży Granicznej I linii  „Kluczno”, a załogę włączył w skład placówki,„Radły−Ługi”. Faktycznie placówkę zniesiono z dniem 28 lutego, a teren rozformowanej placówki do kamienia 88 przekazano do komisariatu „Herby”.

## Służba graniczna
Obsada placówki kwaterowała w 1933 roku w budynkach prywatnych.
Sąsiednie placówki
- placówka Straży Granicznej I linii „Stany” ⇔ placówka Straży Granicznej I linii „Kamińsko” − 1928

## Kierownicy/dowódcy placówki
| stopień          | imię i nazwisko | okres pełnienia służby | kolejne stanowisko              |
| ---------------- | --------------- | ---------------------- | ------------------------------- |
| starszy strażnik | Józef Jańczak   | był w 1930–II 1935     | kierownik placówki „Radły–Ługi” |